# ポルナッシオ
ポルナッシオ(伊: Pornassio)は、イタリア共和国リグーリア州インペリア県にある、人口約700人の基礎自治体（コムーネ）。

## 地理

### 位置・広がり

#### 隣接コムーネ
隣接するコムーネは以下の通り。括弧内のCNはクーネオ県所属を示す。
- アルモ
- コージオ・ディ・アッローシャ
- モンテグロッソ・ピアン・ラッテ
- オルメーア (CN)
- ピエーヴェ・ディ・テーコ
- レッツォ

### 地震分類
イタリアの地震リスク階級 (it) では、3 に分類される
。

## 行政

### 分離集落
ポルナッシオには、以下の分離集落（フラツィオーネ）がある。
- Case Rosse, Nava, Ottano, Ponti, San Luigi (sede comunale), Villa